# Anolis semilineatus
Anolis semilineatus este o specie de șopârle din genul Anolis, familia Polychrotidae, descrisă de Cope 1864. A fost clasificată de IUCN ca specie cu risc scăzut. Conform Catalogue of Life specia Anolis semilineatus nu are subspecii cunoscute.